# Djupviken
Djupviken is een plaats in de gemeente Umeå in het landschap Västerbotten en de provincie Västerbottens län in Zweden. De plaats heeft 63 inwoners (2005) en een oppervlakte van 20 hectare. De plaats ligt op een schiereiland en grenst aan een baai van de Botnische Golf